# Friburgoia impar
Friburgoia impar is een hooiwagen uit de familie Gonyleptidae.